# ODF – Fernsehen für Ostbrandenburg
ODF – Fernsehen für Ostbrandenburg war ein Regionalfernsehsender aus Eberswalde und wurde von der Eberswalder Blitz Werbe & Verlags GmbH betrieben. ODF konnte in den Kabelnetzen der Landkreise Barnim und Oder-Spree von rund 118.000 Zuschauern empfangen werden. In Eberswalde waren über Kabel etwa 17.000 Haushalte angeschlossen. Redaktionen befanden sich in der Sendezentrale Eberswalde, in Bernau und in Fürstenwalde. Die Abkürzung ODF steht für „Ostbrandenburgisches Digitalfernsehen“.
Im März und April 2020 stellte der Sender den Betrieb ein, nachdem bereits im Dezember die beiden Zeitungstitel Der BLITZ und BAB Lokalanzeiger eingestellt worden sind.

## Geschichte
Im Oktober 2009 ist durch die Fusion der Lokalfernsehsender Eberswalde TV und Oskar TV das Programm ODF entstanden. Die Geschichte des Lokalfernsehens im Landkreis Oder-Spree reicht bis in das Jahr 1995 zurück, als Oskar TV das erste Mal sendete. Eberswalde TV startete mit seinem Programm im Jahre 2003.

## Programm
ODF produzierte werktäglich für die Landkreise Barnim und Oder-Spree eine 30-minütige Nachrichtensendung. Themen waren lokale Ereignisse in Politik, Sport, Wirtschaft und Kultur. 